# مهجع بن صالح
مهجع بن صالح صحابي من عك، أصابه السبي، فاشتراه عمر بن الخطاب، ثم أعتقه. كان مهجع من السابقين إلى الإسلام، ومن أوائل المهاجرين إلى يثرب.
وقد شهد مع النبي محمد غزوة بدر سنة 2 هـ، فرماه عامر بن الحضرمي بسهم وهو بين الصفين، فقتله، وكان أول قتيل من المسلمين في تلك الوقعة. وقد مات مهجع، وليس له عقب. نزلت فيه وفي بلال بن رباح وصهيب بن سنان وعمار بن ياسر وخباب بن الأرت وعتبة بن غزوان وأوس بن خولي وعامر بن فهيرة آية: ﴿وَلَا تَطْرُدِ الَّذِينَ يَدْعُونَ رَبَّهُمْ بِالْغَدَاةِ وَالْعَشِيِّ يُرِيدُونَ وَجْهَهُ مَا عَلَيْكَ مِنْ حِسَابِهِمْ مِنْ شَيْءٍ وَمَا مِنْ حِسَابِكَ عَلَيْهِمْ مِنْ شَيْءٍ فَتَطْرُدَهُمْ فَتَكُونَ مِنَ الظَّالِمِينَ ۝٥٢﴾ [الأنعام:52].